# Ichthyomys
Ichthyomys is een geslacht van zoogdieren uit de familie van de Cricetidae. De wetenschappelijke naam van het geslacht werd in 1893 gepubliceerd door Oldfield Thomas.

## Soorten
Er worden 6 soorten in dit geslacht geplaatst:
- Ichthyomys hydrobates (Winge, 1891)
- Ichthyomys orientalis H. E. Anthony, 1923
- Ichthyomys pinei Fernández de Córdova, Nivelo-Villavicencio, Reyes-Puig, Pardiñas, & J. Brito, 2020
- Ichthyomys pittieri Handley & Mondolfi, 1963
- Ichthyomys stolzmanni O. Thomas, 1893
- Ichthyomys tweedii H. E. Anthony, 1921